# The Chant
«The Chant» es el quinto sencillo escogido por la banda Gojira para promocionar Fortitude. Fue lanzado el 25 de abril de 2021. Disponible en los principales proveedores de servicios digitales.
Joe Duplantier dijo sobre 'The Chant': "Normalmente escribimos canciones para destruir a la multitud. Este fue un intento de unirlos".

## Recepción de la crítica
'The Chant' es una canción de ritmo lento que incluye un canto vocal limpio, lo que marca un cambio con respecto al enfoque habitual de metal extremo de Gojira. El líder Joe Duplantier ofreció una breve declaración sobre la nueva canción, diciendo: "Deja que este canto resuene en tus huesos y te eleve".
La canción, acertadamente titulada 'The Chant', presenta una voz mística de combustión lenta, junto con traqueteos de guitarra de estilo doom y percusión contundente.
'The Chant' es una canción de ritmo lento presentando algunos de los materiales más melódicos de Gojira hasta la fecha. Los himnos anteriores estaban impulsados por dinámicas matizadas y arreglos técnicos de guitarra, 'The Chant' es lo que los miembros de Gojira describen como un "ritual de sanación" que emana una calidez primordial y culmina en un coro lleno de armonías que cierra la brecha entre los himnarios antiguos y el rock contemporáneo.
Un elemento distintivo de 'The Chant' es un solo de guitarra con aires blues que aparece durante el puente. La banda se ha alejado notablemente del uso de solos en su música y, en su lugar, se inclina por algunos fragmentos de guitarra principal o tapping para enfatizar una melodía según sea necesario, como en Silvera.

## Lista de canciones
| N.º | Título      | Duración |  |
| 1.  | «The Chant» | 5:12     |  |

## Personal
- Joe Duplantier – voz, guitarra
- Christian Andreu – guitarra
- Jean-Michel Labadie – bajo
- Mario Duplantier – batería